# Estació de Taipei

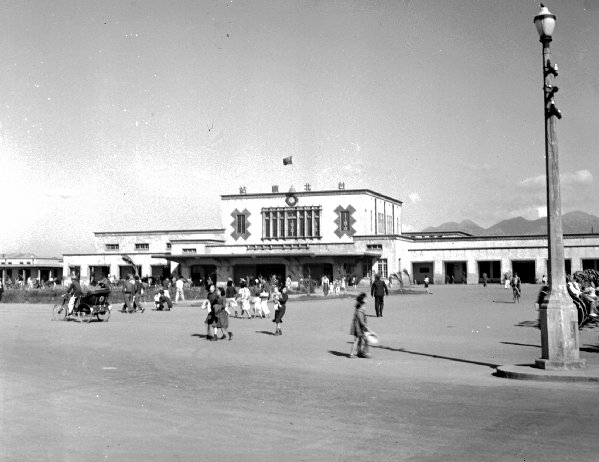
L'antiga estació de Taipei el 1948

L'estació de Taipei (en xinès: 臺北車站 o 台北車站| xinès simplificat: 台北车站) també anomenada estació de ferrocarril de Taipei (台北 火车站, segons la denominació de l'Administració de Ferrocarrils de Taiwan) o Estació principal de Taipei (segons el Metro de Taipei), fa referència a la zona antiga de la ciutat de Taipei, a Taiwan, en la qual convergeixen diferents sistemes de transport públic. Per l'estació circulen diàriament més de 400.000 passatgers, incloent-hi els 321.806 passatgers que usen el metro, i 52.313 que utilitzen el tren ràpid.
L'estació de Taipei i el seu entorn estan en procés de renovació i reurbanització. Els projectes inclouen la construcció de l'aeroport Taoyuan Airport MRT System (que s'espera que entri en servei el 2013) i la Porta de Taipei.